# 211381 Garretzuppiger
211381 Garretzuppiger è un asteroide della fascia principale. Scoperto nel 2002, presenta un'orbita caratterizzata da un semiasse maggiore pari a 2,6684883 UA e da un'eccentricità di 0,1722657, inclinata di 11,98478° rispetto all'eclittica.